# Graf WV 25

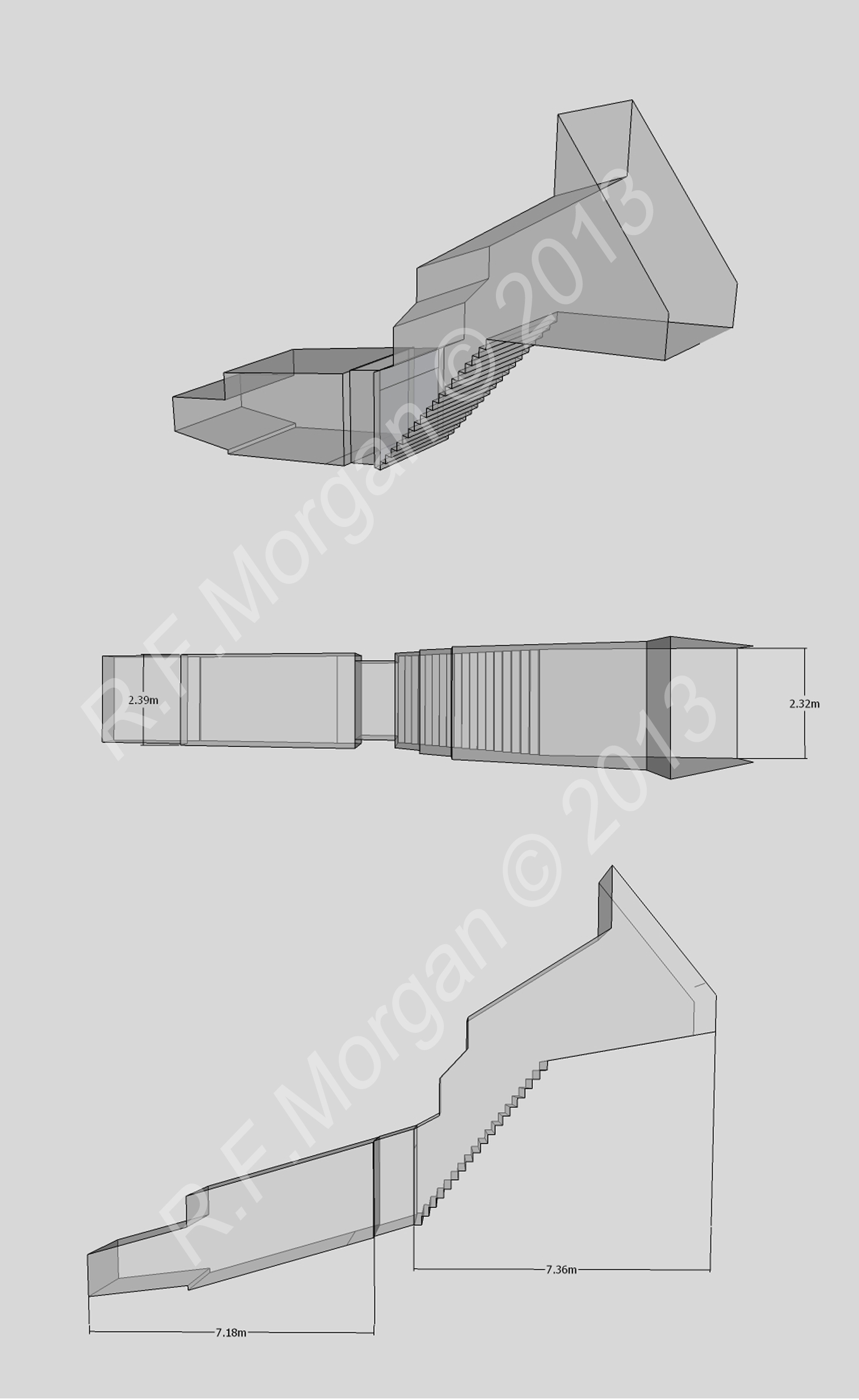
Schematische weergave van graf WV 25

Graf WV 25 is een graf uit het westelijke deel van de Vallei der Koningen. Het graf, daterend uit de late 18e dynastie, werd ontdekt door Giovanni Battista Belzoni in 1817. Belzoni vond 2 grafkisten, elk met een mummie erin.
Het is onduidelijk voor wie het graf werd gebouwd, temeer omdat het graf nooit is afgewerkt noch gedecoreerd.